# هاشم حيدري
هاشم حيدري (بالفارسية: هاشم حیدری) هو لاعب كرة قدم إيراني في مركز الوسط، ولد في 22 ديسمبر 1966 في إيران. شارك مع منتخب إيران لكرة القدم. أما مع النوادي، فقد لعب مع نادي استقلال طهران ونادي بهمن كرج ونادي راه آهن.

## وصلات خارجية
- هاشم حيدري على موقع قاعدة بيانات كرة القدم.إي يو (الإنجليزية)
- هاشم حيدري على موقع ناشيونال فوتبول تيمز (الإنجليزية)